# Francesco Pomi
Francesco Pomi (Milano, 5 gennaio 1905 – Rozzano, 22 maggio 1984) è stato un calciatore italiano, di ruolo mediano.

## Carriera
Nato a Milano, comincia la sua avventura calcistica nel settore giovanile in rossonero, per poi approdare alla prima squadra nella stagione 1925-26, a poco più di venti anni di età. Giocò otto stagioni consecutive nel club rossonero, collezionando 221 presenze ed 1 gol in gare di campionato. Diviene ben presto titolare fisso del reparto difensivo dove non tarda a mettersi in evidenza per le notevoli doti atletiche, favorite dalla non indifferente altezza, e per l'abilità del gioco aereo.

## Statistiche

### Presenze e reti nei club
| Stagione        | Squadra         | Campionato      | Campionato | Campionato | Coppe nazionali | Coppe nazionali | Coppe nazionali | Coppe continentali | Coppe continentali | Coppe continentali | Altre coppe | Altre coppe | Altre coppe | Totale | Totale |
| Stagione        | Squadra         | Comp            | Pres       | Reti       | Comp            | Pres            | Reti            | Comp               | Pres               | Reti               | Comp        | Pres        | Reti        | Pres   | Reti   |
| --------------- | --------------- | --------------- | ---------- | ---------- | --------------- | --------------- | --------------- | ------------------ | ------------------ | ------------------ | ----------- | ----------- | ----------- | ------ | ------ |
| 1925-1926       | Milan           | PD              | 6          | 0          | -               | -               | -               | -                  | -                  | -                  | -           | -           | -           | 6      | 0      |
| 1926-1927       | Milan           | DN              | 25         | 0          | CI              | 2               | 0               | -                  | -                  | -                  | -           | -           | -           | 27     | 0      |
| 1927-1928       | Milan           | DN              | 32         | 0          | -               | -               | -               | -                  | -                  | -                  | -           | -           | -           | 32     | 0      |
| 1928-1929       | Milan           | DN              | 30         | 0          | -               | -               | -               | CEC                | 2                  | 0                  | -           | -           | -           | 32     | 0      |
| 1929-1930       | Milan           | A               | 34         | 1          | -               | -               | -               | -                  | -                  | -                  | -           | -           | -           | 34     | 1      |
| 1930-1931       | Milan           | A               | 34         | 0          | -               | -               | -               | -                  | -                  | -                  | -           | -           | -           | 34     | 0      |
| 1931-1932       | Milan           | A               | 33         | 0          | -               | -               | -               | -                  | -                  | -                  | -           | -           | -           | 33     | 0      |
| 1932-1933       | Milan           | A               | 27         | 0          | -               | -               | -               | -                  | -                  | -                  | -           | -           | -           | 27     | 0      |
| Totale Milan    | Totale Milan    | Totale Milan    | 221        | 1          |                 | 2               | 0               |                    | 2                  | 0                  |             | -           | -           | 225    | 1      |
| Totale carriera | Totale carriera | Totale carriera | ?          | ?          |                 | ?               | ?               |                    | ?                  | ?                  |             | ?           | ?           | ?      | ?      |